# Kouritenga
A Kouritenga é uma província de Burkina Faso localizada na região Centro-Este. Sua capital é a cidade de Koupéla.

## Departamentos

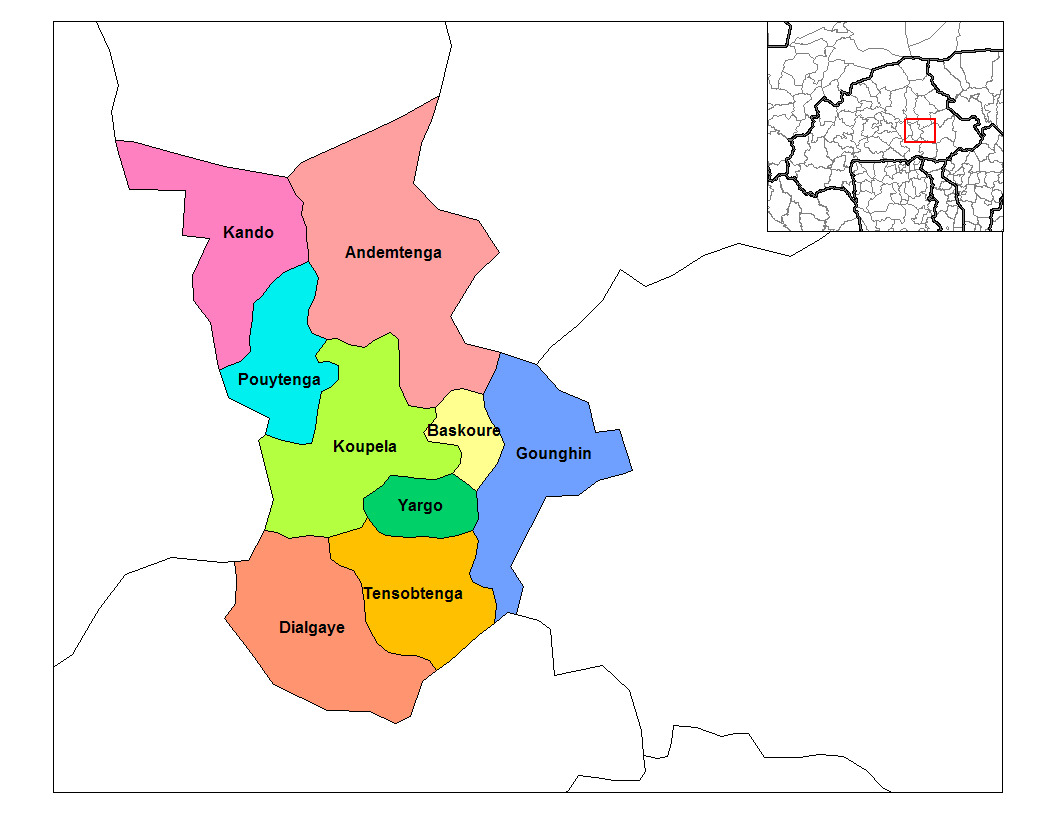
Localização dos diversos departamentos da província da Kouritenga, Burkina Faso

A província da Kouritenga está dividida em nove departamentos:
- Andemtenga
- Baskouré
- Dialgaye
- Gounghin
- Kando
- Koupéla
- Pouytenga
- Tansobentenga
- Yargo